# George Ingle Finch
Pour l’article homonyme, voir George Finch.
George Ingle Finch, né le 4 août 1888 en Nouvelle-Galles du Sud et mort le 22 novembre 1970 à Londres, est un alpiniste et un physicien britannique partisan de l'utilisation de l'oxygène dans les expéditions himalayennes.

## Biographie
Professeur d'université, George Ingle Finch enseigne à l'Imperial College London. En tant qu'alpiniste, il réussit la première ascension de l'arête sud-ouest (dite arête des Cosmiques) de l'aiguille du Midi en 1911,  le premier parcours de l'arête ouest du Bifertenstock en 1913, la première traversée de la face nord de la dent d'Hérens jusqu'à l'arête est en 1923. Finch participe à l'expédition britannique à l'Everest de 1922 et convainc certains membres d'utiliser de l'oxygène. Le 23 mai il atteint en compagnie de Geoffrey Bruce, le neveu de Charles Granville Bruce, 8 300 mètres d'altitude en utilisant pour la première fois des appareils à oxygène. George Ingle Finch relate sa carrière alpine dans le livre The Making of a Mountaineer (1924). Il est président de la Société de physique de Londres de 1947 à 1949,  président de l'Alpine Club de 1959 à 1962 et membre de la Royal Society.

## Vie privée
George Ingle Finch est le père de Peter Finch, acteur australien d'origine britannique qui remporte en 1977 l'Oscar du meilleur acteur et le Golden Globe du meilleur acteur dans un film dramatique.

## Distinctions
George Ingle Finch reçoit la Médaille Hughes en 1944.